# Вабамун 133A
Вабамун 133A (англ. Wabamun 133A) — індіанська резервація в Канаді, у провінції Альберта, у межах муніципального району Паркленд.

## Населення
За даними перепису 2016 року, індіанська резервація нараховувала 1592 особи, показавши зростання на 48,9%, порівняно з 2011-м роком. Середня густина населення становила 25,6 осіб/км².
З офіційних мов обидвома одночасно володіли 10 жителів, тільки англійською — 1 585. Усього 195 осіб вважали рідною мовою не одну з офіційних, з них усі — одну з корінних мов.
Працездатне населення становило 41,1% усього населення, рівень безробіття — 24,7%.
Середній дохід на особу становив $22 420 (медіана $19 017), при цьому для чоловіків — $20 357, а для жінок $24 559 (медіани — $15 056 та $20 160 відповідно).
17,8% мешканців мали закінчену шкільну освіту, не мали закінченої шкільної освіти — 58,9%, 22,3% мали післяшкільну освіту, з яких 6,8% мали диплом бакалавра, або вищий.
| Статево-вікова структура населення | Статево-вікова структура населення | Статево-вікова структура населення | Статево-вікова структура населення | Статево-вікова структура населення |
| ---------------------------------- | ---------------------------------- | ---------------------------------- | ---------------------------------- | ---------------------------------- |
|                                    |                                    |                                    |                                    |                                    |
| Всього                             | Всього                             | 51,1%48,9%                         |                                    |                                    |
| 0 — 14 років                       | 0 — 14 років                       |                                    | 38,4%                              | 38,4%                              |
| 15 — 64 років                      | 15 — 64 років                      |                                    | 56,6%                              | 56,6%                              |
| 65 і більше                        | 65 і більше                        |                                    | 5%                                 | 5%                                 |
| Середній вік (років)               | Середній вік (років)               | 25,926,4                           | 26,1                               | 26,1                               |
| Медіана (років)                    | Медіана (років)                    | 20,921,4                           | 21,1                               | 21,1                               |
| — чоловіки — жінки                 |                                    |                                    |                                    |                                    |

| Походження мешканців:     | Походження мешканців:     | Походження мешканців: | Походження мешканців: | Походження мешканців: |
| ------------------------- | ------------------------- | --------------------- | --------------------- | --------------------- |
| Походження                |                           |                       | осіб                  | %                     |
| Корінні американці        | Корінні американці        |                       | 1 580                 | 99.06%                |
| Інше північноамериканське | Інше північноамериканське |                       | 0                     | 0%                    |
| Європейське               | Європейське               |                       | 65                    | 4.08%                 |
| британське                | британське                |                       | 30                    | 1.88%                 |
| французьке                | французьке                |                       | 25                    | 1.57%                 |

## Клімат
Середня річна температура становить 3°C, середня максимальна – 21,2°C, а середня мінімальна – -18,1°C. Середня річна кількість опадів – 514 мм.
| Клімат поселення                              | Клімат поселення | Клімат поселення | Клімат поселення | Клімат поселення | Клімат поселення | Клімат поселення | Клімат поселення | Клімат поселення | Клімат поселення | Клімат поселення | Клімат поселення | Клімат поселення | Клімат поселення |
| Показник                                      | Січ.             | Лют.             | Бер.             | Квіт.            | Трав.            | Черв.            | Лип.             | Серп.            | Вер.             | Жовт.            | Лист.            | Груд.            |                  |
| Середній максимум, °C                         | −6,44            | −2,71            | 2,17             | 9,56             | 15,46            | 19,52            | 21,21            | 20,78            | 15,75            | 10,40            | 1,33             | −4,38            |                  |
| Середня температура, °C                       | −12,28           | −8,54            | −3,66            | 3,74             | 9,62             | 13,67            | 15,95            | 15,53            | 10,50            | 5,16             | −3,92            | −9,61            |                  |
| Середній мінімум, °C                          | −18,12           | −14,38           | −9,5             | −2,11            | 3,78             | 7,84             | 10,72            | 10,29            | 5,26             | −0,08            | −9,15            | −14,87           |                  |
| Норма опадів, мм                              | 26               | 17               | 20               | 27               | 55               | 85               | 100              | 70               | 45               | 27               | 23               | 19               |                  |
| Середньомісячна швидкість вітру, м/с          | 3.17             | 3.40             | 3.40             | 3.60             | 3.50             | 3.20             | 2.90             | 2.80             | 3.00             | 3.30             | 3.20             | 3.20             |                  |
| Середньомісячна сонячна радіація, кДж/м²·день | 3364             | 6849             | 12114            | 17320            | 20563            | 22095            | 22165            | 18588            | 12604            | 7434             | 3752             | 2520             |                  |
| --------------------------------------------- | ---------------- | ---------------- | ---------------- | ---------------- | ---------------- | ---------------- | ---------------- | ---------------- | ---------------- | ---------------- | ---------------- | ---------------- | ---------------- |
| Джерело:                                      |                  |                  |                  |                  |                  |                  |                  |                  |                  |                  |                  |                  |                  |